# Gnamptogenys triangularis
Gnamptogenys triangularis é uma espécie de formiga do gênero Gnamptogenys.